# Società Sportiva Calcio Benevento 1986-1987
Questa voce raccoglie le informazioni riguardanti la Società Sportiva Calcio Benevento nelle competizioni ufficiali della stagione 1986-1987.

## Rosa
| N. |                   | Ruolo | Calciatore              |
| -- | ----------------- | ----- | ----------------------- |
|    | Italia (bandiera) | C     | Roberto Antonaci        |
|    | Italia (bandiera) | A     | Gabriele Baldassarri    |
|    | Italia (bandiera) | C     | Luca Birigozzi          |
|    | Italia (bandiera) | C     | Vincenzo Cardillo       |
|    | Italia (bandiera) | P     | Fulvio Castignani       |
|    | Italia (bandiera) | D     | Angelo Cioffi           |
|    | Italia (bandiera) | D     | Arturo Ciullo           |
|    | Italia (bandiera) | D     | Carmine Cocchiarella    |
|    | Italia (bandiera) | C     | Michele Colasanto       |
|    | Italia (bandiera) | D     | Luigi Corino            |
|    | Italia (bandiera) | P     | Patrizio Franco Cotugno |
|    | Italia (bandiera) | A     | Angelo Crialesi         |
|    | Italia (bandiera) | D     | Vincenzo D'Adamo        |
|    | Italia (bandiera) | C     | Siro D'Alessandro       |

| N. |                   | Ruolo | Calciatore         |
| -- | ----------------- | ----- | ------------------ |
|    | Italia (bandiera) | C     | Alfonso Di Lascio  |
|    | Italia (bandiera) | C     | Pellegrino Gaito   |
|    | Italia (bandiera) | C     | Graziano Iscaro    |
|    | Italia (bandiera) | A     | Francesco Martino  |
|    | Italia (bandiera) | C     | Filippo Milano     |
|    | Italia (bandiera) |       | Pastore            |
|    | Italia (bandiera) | C     | Battista Pisanello |
|    | Italia (bandiera) | D     | Raffaele Sergio    |
|    | Italia (bandiera) | D     | Francesco Siviero  |
|    | Italia (bandiera) | D     | Antonio Strano     |
|    | Italia (bandiera) | P     | Davide Torchia     |
|    | Italia (bandiera) | C     | Carmine Zollo      |
|    | Italia (bandiera) | A     | Giancarlo Zotti    |

## Risultati

### Campionato

#### Girone di andata
| 21 settembre 1986 1ª giornata | Benevento | 0 – 0 | Martina |  |

| 28 settembre 1986 2ª giornata | Monopoli | 1 – 0 | Benevento |  |

| 5 ottobre 1986 3ª giornata | Benevento | 0 – 1 | Nocerina |  |

| 12 ottobre 1986 4ª giornata | Siena | 1 – 0 | Benevento |  |

| 19 ottobre 1986 5ª giornata | Benevento | 0 – 0 | Teramo |  |

| 26 ottobre 1986 6ª giornata | Catanzaro | 2 – 0 | Benevento |  |

| 2 novembre 1986 7ª giornata | Benevento | 0 – 0 | Campania Puteolana |  |

| 9 novembre 1986 8ª giornata | Brindisi | 1 – 0 | Benevento |  |

| 16 novembre 1986 9ª giornata | Benevento | 3 – 1 | Licata |  |

| 23 novembre 1986 10ª giornata | Casertana | 1 – 0 | Benevento |  |

| 30 novembre 1986 11ª giornata | Barletta | 1 – 2 | Benevento |  |

| 7 dicembre 1986 12ª giornata | Benevento | 0 – 0 | Reggina |  |

| 14 dicembre 1986 13ª giornata | Cosenza | 2 – 1 | Benevento |  |

| 21 dicembre 1986 14ª giornata | Benevento | 1 – 0 | Livorno |  |

| 4 gennaio 1987 15ª giornata | Benevento | 1 – 1 | Salernitana |  |

| 11 gennaio 1987 16ª giornata | Sorrento | 2 – 2 | Benevento |  |

| 18 gennaio 1986 17ª giornata | Benevento | 0 – 0 | Foggia |  |

#### Girone di ritorno
| 25 gennaio 1987 18ª giornata | Martina | 1 – 0 | Benevento |  |

| 1º febbraio 1987 19ª giornata | Benevento | 1 – 0 | Monopoli |  |

| 8 febbraio 1987 20ª giornata | Nocerina | 1 – 0 | Benevento |  |

| 15 febbraio 1987 21ª giornata | Benevento | 1 – 0 | Siena |  |

| 22 febbraio 1987 22ª giornata | Teramo | 4 – 2 | Benevento |  |

| 1º marzo 1987 23ª giornata | Benevento | 1 – 0 | Catanzaro |  |

| 8 marzo 1987 24ª giornata | Campania Puteolana | 1 – 0 | Benevento |  |

| 15 marzo 1987 25ª giornata | Benevento | 2 – 0 | Brindisi |  |

| 29 marzo 1987 26ª giornata | Licata | 3 – 1 | Benevento |  |

| 5 aprile 1987 27ª giornata | Benevento | 0 – 0 | Casertana |  |

| 18 aprile 1987 28ª giornata | Benevento | 0 – 1 | Barletta |  |

| 26 aprile 1987 29ª giornata | Reggina | 0 – 0 | Benevento |  |

| 3 maggio 1987 30ª giornata | Benevento | 1 – 1 | Cosenza |  |

| 17 maggio 1987 31ª giornata | Livorno | 1 – 1 | Benevento |  |

| 24 maggio 1987 32ª giornata | Salernitana | 1 – 1 | Benevento |  |

| 31 maggio 1987 33ª giornata | Benevento | 5 – 0 | Sorrento |  |

| 7 giugno 1987 34ª giornata | Foggia | 2 – 1 | Benevento |  |